# Episodi di Heartland (quarta stagione)
La quarta stagione di Heartland è andata in onda sulla rete televisiva canadese CBC dal 27 settembre 2010 al 27 marzo 2011. In Italia viene trasmessa su Rai Uno dal 26 luglio al 20 agosto 2012. Gli episodi dal 3 all'11 compresi, e poi dal 13 al 18 compresi, sono stati trasmessi con tagli vari, che hanno accorciato complessivamente la durata di ciascun episodio di circa 4 minuti. La serie è di nuovo in onda, per la prima volta senza tagli, dall'8 febbraio 2013 su Rai 4.
Il 25 dicembre 2010, in occasione della festività natalizia, è stato trasmesso un film per la televisione intitolato A Heartland Christmas. In Italia viene trasmesso per la prima volta diviso in due parti sulla rete Rai 4 il 6 e il 7 marzo 2013 con il titolo Natale a Heartland.
| nº | Titolo originale       | Titolo italiano         | Prima TV Canada   | Prima TV Italia |
| -- | ---------------------- | ----------------------- | ----------------- | --------------- |
| 1  | Homecoming             | L'amica di Ty           | 27 settembre 2010 | 26 luglio 2012  |
| 2  | What Dreams May Become | Il fantino di Tim       | 3 ottobre 2010    | 27 luglio 2012  |
| 3  | Road Curves            | Una nonna per Ty        | 10 ottobre 2010   | 30 luglio 2012  |
| 4  | Graduation             | Il giorno del diploma   | 17 ottobre 2010   | 31 luglio 2012  |
| 5  | Where The Truth Lies   | Sarah la pazza          | 24 ottobre 2010   | 1º agosto 2012  |
| 6  | Win, Place or Show     | Una macchina per Badger | 7 novembre 2010   | 2 agosto 2012   |
| 7  | Jackpot!               | Accoppiata vincente     | 14 novembre 2010  | 3 agosto 2012   |
| 8  | One Day                | Un giorno sarò re       | 21 novembre 2010  | 6 agosto 2012   |
| 9  | Local Hero             | La mandria ritrovata    | 5 dicembre 2010   | 7 agosto 2012   |
| 10 | Mood Swings            | Crisi, amore e dubbi    | 2 gennaio 2011    | 8 agosto 2012   |
| 11 | Family Business        | Dexter                  | 9 gennaio 2011    | 9 agosto 2012   |
| 12 | Lost Song              | La canzone perduta      | 16 gennaio 2011   | 10 agosto 2012  |
| 13 | The Road Home          | Sulla giusta strada     | 23 gennaio 2011   | 13 agosto 2012  |
| 14 | Leap of Faith          | Ostacoli                | 13 febbraio 2011  | 14 agosto 2012  |
| 15 | The River              | Oltre il fiume          | 27 febbraio 2011  | 15 agosto 2012  |
| 16 | Never Surrender        | Mai arrendersi          | 6 marzo 2011      | 16 agosto 2012  |
| 17 | Burning Down the House | Un figlio per Tim       | 13 marzo 2011     | 17 agosto 2012  |
| 18 | Passages               | Fiocco rosa             | 27 marzo 2011     | 20 agosto 2012  |